# Los astronautas (película)
Los astronautas es una película de comedia y ciencia ficción mexicana de 1964, basada en el argumento de Roberto Gómez Bolaños «Chespirito», escrita y dirigida por Miguel Zacarías, y protagonizada por Viruta y Capulina, junto a las actrices, Gina Romand, Norma Mora y Erna Martha Bauman. El argumento y la secuencia de esta película son similares y/o diferentes a los de las tres películas, Los platillos voladores (1956), de Adalberto Martínez «Resortes», El conquistador de la Luna (1960), de Antonio Espino «Clavillazo» y La nave de los monstruos (1960), de Eulalio González «El Piporro».

## Argumento
En Venus, un planeta gobernado por mujeres, el líder del Sindicato de Esposos Oprimidos desea devolver el poder a los hombres y amenaza con iniciar una huelga si no se escucha su voluntad. Sin embargo, la líder femenina de Venus (Erna Martha Bauman) cree lo contrario y afirma que el dominio masculino solo ocasionará guerra y disturbios. Por lo tanto, envía a Laúr, Teniente X7 (Gina Romand) y a Rauna, Sargento X8 (Norma Mora) en una misión para elegir a dos terrícolas que puedan demostrar ser más útiles que los hombres venusinos, para que puedan traer más de ellos a Venus. Cuando Laúr y Rauna eligen a Viruta y Capulina, dos cantantes aficionados que trabajan en un gimnasio, son interceptados por sus constantes rivales, los marcianos, quienes afirman que la Tierra es un satélite de Marte, y por lo tanto, no debería ser invadida por venusinos. Capulina logra robar un medallón de superpoderes de un marciano que le permite ahuyentarlos. Él y Viruta se casan más tarde con las venusinas Laúr y Rauna y luego viajan a la Luna para su luna de miel.

## Reparto
- Marco Antonio Campos como Viruta.
- Gaspar Henaine como Capulina.
- Gina Romand como Laúr, Teniente X7.
- Norma Mora como Rauna, Sargento X8.
- Erna Martha Bauman como líder femenina de Venus.
- Antonio Raxel como gerente del gimnasio.
- Armando Sáenz como Lombar.
- Tito Novaro como marciano.
- Jorge Casanova como orador del gimnasio.
- Rica Osorio como venusina.
- Luz Ruiz como venusina.
- Alma Delia Solís como venusina.
- Milagros Guillot como venusina.
- Naldy López como marciano.
- Laura Montes de Oca como venusina.
- Lidia Morales como venusina.
- Ana María Morales como venusina.
- Palmira Arzubide como venusina.

## Producción y estreno
Esta película fue filmada en los Estudios Churubusco en 1960 y se estrenó el 12 de marzo de 1964 en los Cines Mariscala y Ariel durante tres semanas.